# 布萊克韋爾斯米爾斯 (新澤西州)
布萊克韋爾斯米爾斯（英語：Black Wells Mills）是位於美國新澤西州薩默塞特縣的普查規定居民點。

## 人口
根據2020年美國人口普查的數據，布萊克韋爾斯米爾斯的面積為20.21平方千米，當中陸地面積為19.89平方千米，而水域面積為0.32平方千米。當地共有人口9479人，而人口密度為每平方千米469.03人。